# Памятник Имадеддину Насими (Баку, 1980 г.)
Памятник Имадеддину Насими  — памятник жившему в XIV—XV веках азербайджанскому поэту Имадеддину Насими, воздвигнутый в 2019 году в Баку.
Решением Кабинета Министров Азербайджанской Республики от 2 августа 2001 года № 132 памятник был включен в список недвижимых памятников истории и культуры национального значения .

## О памятнике
В 1973 году в Азербайджане на государственном уровне отмечалось 600-летие Имадеддина Насими. О Насими написаны научные труды и монографии. Сеидбейли, Гасан Мехти оглы снимает ["Насими" (фильм)], Амиров, Фикрет Мешади Джамиль оглы завершает балет «Насими дастани», Иса Муганна пишет роман «Махшар», а Габиль пишет поэму «Насими». А Токаю Мамедову приказано создать статую Насими. Поскольку работу необходимо подготовить в короткие  сроки, Токай Мамедов выполняет эту работу вместе со своим коллегой Ибрагимом Зейналовым. Сначала изготавливаются 69-сантиметровая модель и 2-метровая модель статуи. Позже на основе этой модели была изготовлена статуя Насими высотой 6,5 метра и установлена в одном из центральных садов города.
После восстановления независимости Азербайджана решением № 132 Кабинет министров Азербайджана от 2 августа 2001 года статуя и мечеть были включены в список недвижимых памятников истории и культуры национального значения.